# Nheengatu (álbum)
Nheengatu é o décimo quarto álbum de estúdio da banda brasileira de rock Titãs, lançado em 12 de maio de 2014. É o primeiro lançamento do grupo pela gravadora Som Livre e com o produtor Rafael Ramos, além de ser o primeiro trabalho de estúdio com o baterista convidado Mario Fabre, que substituiu Charles Gavin em 2010, e o último com o vocalista e guitarrista Paulo Miklos, que deixou o então quarteto em julho de 2016. O disco é dedicado a Rachel Salém, esposa de Paulo, falecida em 23 de julho de 2013 em decorrência de um câncer de pulmão.
O álbum foi considerado por grande parte da mídia especializada como uma ruptura em relação aos sons românticos, leves e eletrônicos do disco antecessor, Sacos Plásticos, fazendo referência ao peso de trabalhos mais antigos, como Cabeça Dinossauro e Titanomaquia. A banda rejeitou a ideia de "volta as raízes", embora afirmando que o contexto de inquietação no Brasil nos últimos anos tenha influenciado a parte lírica do projeto, lidando com temas como pedofilia (abuso sexual infantil), violência policial, violência contra a mulher e intolerância sexual, racial e social.
Em 2014, o álbum foi indicado ao Grammy Latino de Melhor Álbum de Rock Brasileiro, sendo a segunda indicação consecutiva de um trabalho de estúdio da banda na categoria (o antecessor Sacos Plásticos também foi indicado e dividiu o prêmio com Agora, do NX Zero), também sendo eleito o décimo melhor disco nacional de 2014 pela Rolling Stone Brasil.

## Contexto

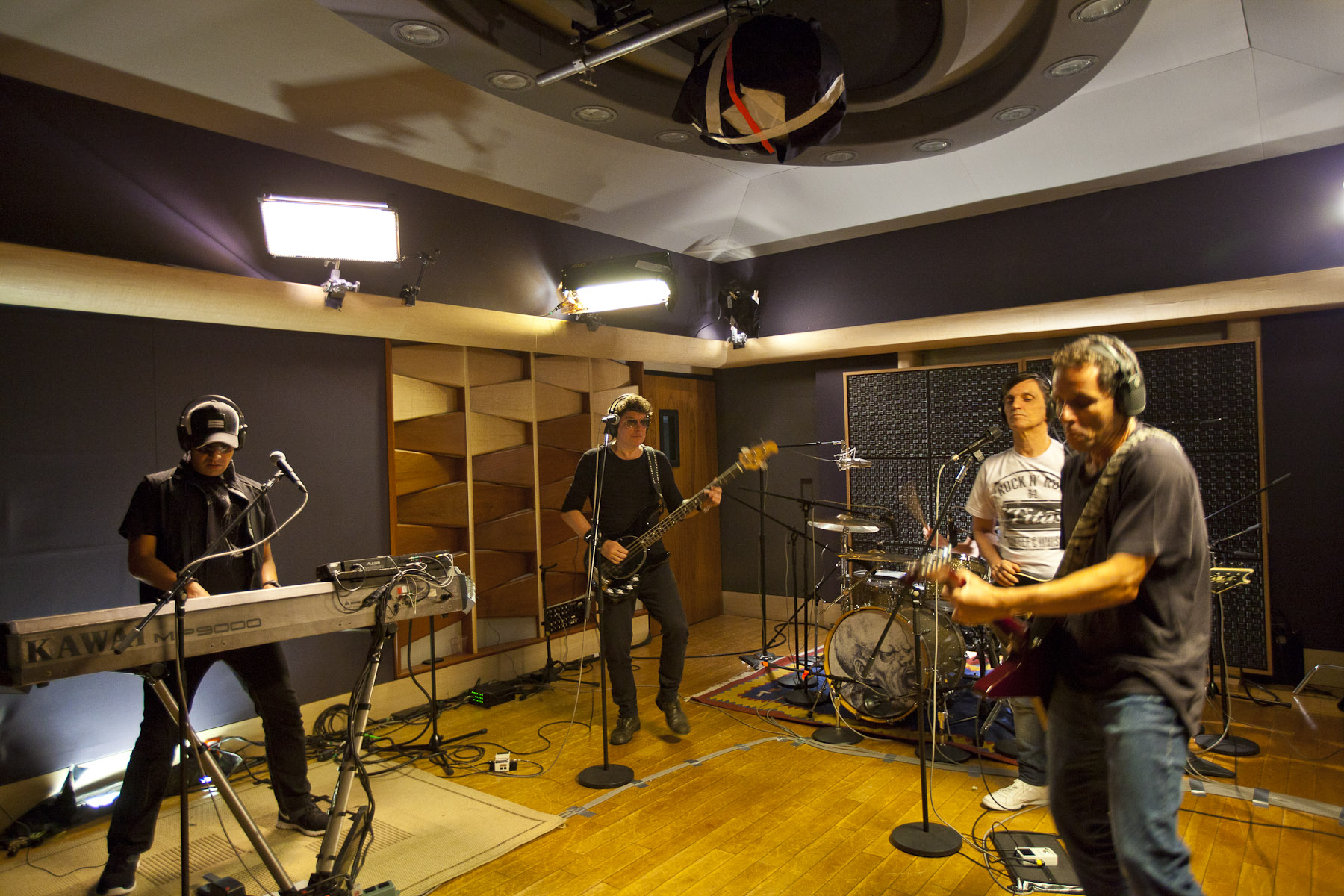
Titãs em 2013 filmando uma performance de "Cabeça Dinossauro" para o filme Vai que Dá Certo. As constantes apresentações de músicas do Cabeça Dinossauro influenciariam fortemente o som de Nheengatu.

A primeira menção a um sucessor do Sacos Plásticos veio em maio de 2010, na época da saída do baterista Charles Gavin. Perguntado sobre então futuros projetos da banda, o tecladista, vocalista e baixista Sérgio Britto afirmou que a banda prepararia um disco de inéditas em 2011. Desde então, nada foi dito. Em 2012-2014, os Titãs realizaram as turnês Futuras Instalações e Titãs Inédito, nas quais tocavam, além de canções de sucesso, músicas novas, a título de teste, para um álbum então previsto para 2012/13. De fato, dez das 14 faixas do álbum já haviam sido tocadas ao vivo nessas turnês. Algumas faixas, como "Morto Vivo", que tinha influências de ska e guitarrada, acabaram deixadas de lado. A esta turnê, sucedeu o show Cabeça Dinossauro ao Vivo 2012 , que gerou CD e DVD, e a comemoração dos 30 anos da banda.
Em março de 2013, novos comentários sugeriam que a banda estava, de fato, pensando em algum trabalho novo. Enquanto gravavam um clipe para a faixa "Cabeça Dinossauro", parte da trilha sonora do filme Vai que Dá Certo, declararam a Mônica Bergamo que começariam os ensaios para as gravações do próximo disco de inéditas, na época previsto para o segundo semestre daquele ano. A turnê de comemoração do aniversário do lançamento do Cabeça Dinossauro, segundo os integrantes, teve forte influência nos rumos do trabalho. Na ocasião, a banda tinha a intenção de lançar um álbum independente e, na época, Sérgio comentou:
| “ | Vai ser uma mistura entre 'Cabeça' (1986) e 'Õ Blésq Blom' (1989), como se isso fosse possível, pra gente se orientar, ter uma baliza estética. Ter tocado as músicas do 'Cabeça' na íntegra obviamente ajuda a recuperar um tipo de estética que a gente trabalhou tanto e fez tão bem naquela época, e acho que vai ajudar a gente a construir essa coisa nova | ” |

Em novembro de 2013, o vocalista e guitarrista Paulo Miklos confirmou que a banda começaria a trabalhar em um novo disco em abril ou maio de 2014. Na época, ele previu o álbum como "pesado, sujo e malvado". Na mesma época, Sergio Britto afirmou que os Titãs chegaram a convidar Andreas Kisser para produzir a obra, mas o guitarrista não pôde aceitar por conflitos de agenda com o Sepultura. Posteriormente, confirmou que o disco seria lançado no início de maio e que a banda já estava gravando músicas em estúdio, mas o nome do novo trabalho ainda não estava decidido. Em meados de março, a rádio Globo FM informou que o trabalho seria lançado em abril pela Som Livre e conteria 14 faixas. Em 16 de abril, o conjunto anunciou em sua página no Facebook que o álbum estava pronto e seria lançado em maio.
Em 28 de abril, a banda anunciou o título, a capa e a data de lançamento do disco.

## Conceito

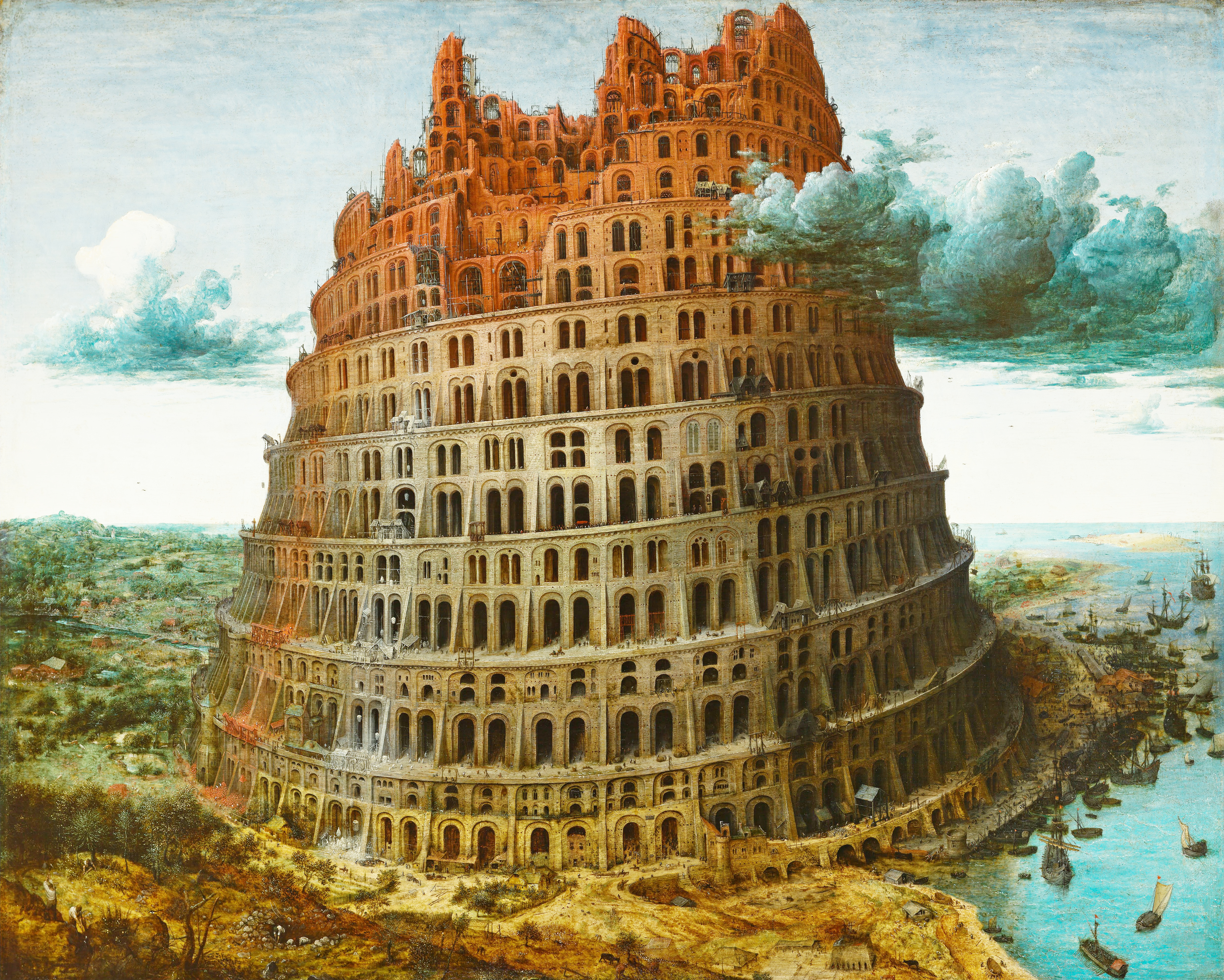
A Torre de Babel, pintura de Pieter Bruegel na qual a capa do disco foi baseada.

O título do álbum faz referência à língua geral amazônica, que surgiu naturalmente a partir do tupi antigo por meio do contato entre povos indígenas, jesuítas e colonizadores portugueses. Já a capa, baseada na pintura De "Kleine" Toren van Babel, de Pieter Bruegel, retrata a Torre de Babel, torre mítica construída pelos homens para alcançar os céus, mas destruída pela ira de Deus, o que resultou na dispersão dos homens pela Terra, que então passaram a desenvolver idiomas próprios e não mais se entenderam. A capa foi escolhida depois do álbum já estar pronto, por meio de uma pesquisa realizada por Sérgio.
No anúncio do álbum em seu perfil oficial do Facebook, a banda explicou:
| “ | Na tentativa de fazer uma foto instantânea do Brasil atual, as duas ideias se contrapõem bem: uma palavra (e uma linguagem) de entendimento para tentar explicar um mundo de desentendimento. | ” |

Em um dos primeiros ensaios do grupo com sua nova formação (quatro membros, baterista contratado e nenhum outro músico de apoio), Paulo apresentou aos colegas uma espécie de manifesto do que os Titãs deveriam ser dali para frente. Cada membro "entendeu aquilo de uma maneira diferente", mas a banda acabou chegando a um consenso. Dali para frente, segundo Sérgio, começaram a trabalhar em duas ideias: "a de que a gente ia fazer um disco de rock cru e a de que ele deveria ter uma brasilidade explícita".
Comentando sobre a influência do Cabeça Dinossauro no disco, o guitarrista Tony Bellotto explicou que o momento que o Brasil vivenciava na época da preparação do disco pode ser comparado ao momento que o Brasil vivia na época do Cabeça Dinossauro, ou seja, 1986. Segundo o instrumentista, o país vivia um contexto de descontrole e inquietação, e o bom resultado da turnê de Cabeça Dinossauro, ocorrida em 2012 incentivou o Titãs a fazer um disco "pesado", mais radical, sem propostas radiofônicas. Por outro lado, o guitarrista nega que o álbum seja uma "volta às raízes", considerando que os estereótipos criados pelo público, na verdade queiram traduzir a relevância e originalidade dos projetos mais bem sucedidos do conjunto.

## Temática das letras e elementos musicais
"Mensageiro da Desgraça" foi criada a partir de impressões da banda sobre sem-teto e índios, que seriam vistos como párias pela sociedade. Casos como o assassinato do Índio Galdino foram também fontes de inspiração. "República dos Bananas" foi escrita pelo baixista e vocalista Branco Mello em parceria com o cartunista Angeli, o diretor e ator Hugo Possolo e o ex-guitarrista de apoio dos Titãs Emerson Villani. Sua letra aborda personagens diversos que formam a sociedade brasileira. Teve um clipe preparado com ilustrações do próprio Angeli, que desenhou ele mesmo, os membros dos Titãs e os personagens citados na letra da faixa.
Para escrever "Fala, Renata", Tony concebeu uma personagem fictícia inspirada por canções da antiga MPB que eram batizadas com o nome de mulheres que eram abordadas nas letras. No caso, a letra fala de uma mulher que fala demasiadamente - segundo Sérgio, que também assina a faixa, é uma crítica aos tempos atuais em que "se fala muito e não se diz nada". Paulo, que completa o trio responsável pela concepção da faixa, diz ainda que "Fala, Renata" traz algumas "homenagens". Um dos versos da letra diz: "João Luiz... Cala essa boca, porra!", sendo João Luiz o nome verdadeiro do cantor e guitarrista Lobão. Respondendo a uma pergunta sobre a possibilidade do verso ser uma referência a ele, Lobão escreveu em seu tumblr a seguinte mensagem:
| “ | Eu não tenho o menor interesse musical/artísctico [sic] nem ligação pessoal com esses senhores. E se quiserem me calar, não será com musiquinha de fefeca pseudo-enfezado que eles conseguirão. Só no Brasil mesmo podemos conceber uma bandinha nanica constituída de universotários [sic] senis e aduladores com um ralo e precário verniz musical se auto intitular: titãs..." | ” |

"Cadáver Sobre Cadáver" é fruto de uma parceria entre Paulo e o ex-vocalista da banda Arnaldo Antunes e trata da finitude da vida. Foi criada a partir da junção de dois textos diferentes nos quais a dupla trabalhava. Foi a última canção a ser trabalhada em estúdio. Musicalmente, a faixa traz elementos de música indígena que, conforme avalia Sérgio, também podiam ser percebidos na faixa título do Cabeça Dinossauro.
A canção "Canalha", única regravação do disco, foi feita com a chancela do próprio autor da composição, Walter Franco, que pediu "a guitarra mais pesada possível". A sugestão de fazer uma versão da música veio de Sérgio nos camarins de um show. Por ser uma faixa criada originalmente à época do declínio da ditadura militar no Brasil, os membros a consideraram adequada à proposta do álbum. Branco, que cantou na faixa, optou por cantar de maneira mais serena do que no original, como se fosse uma "dor velada".
"Pedofilia" e "Flores Para Ela" tratar respectivamente de violência contra a criança e contra a mulher. No caso da primeira, o tema foi sugestão de Sérgio, e encontrou inspiração no hit "Luka", da cantora estadunidense Suzanne Vega, que também fala sobre abuso doméstico. Em ambas, a banda teve a intenção de colocar a letra na voz dos personagens envolvidos.
"Chegada ao Brasil" é fruto de uma parceria de Branco com o diretor teatral Aderbal Freire, com quem ele e Newton Moreno trabalharam numa peça chamada Jacinta que tinha um trecho sobre uma chegada ao Brasil. A faixa traz também alguns elementos de brasilidade que a banda queria adicionar ao disco. "Eu Me Sinto Bem" tem uma letra que foge ao tema geral do disco, e a banda "compensou" isso com ritmos de frevo e ska para manter a brasilidade. "Não Pode" foi inspirada pelas ordens que Sérgio dá aos seus filhos e seu cachorro, muitas das quais ele admite não terem significado nenhum, sendo um mero exercício de poder.
"Senhor" é uma "oração ao contrário" em que um homem pede a Deus o inverso do que se pede normalmente ao orar. É uma crítica à exploração de fieis por parte de certos grupos religiosos, e também à interferência deles em pesquisas científicas. "Baião de Dois" foi assim batizada por Tony por se basear em duas frases relacionadas ao samba: "O Mundo é um Moinho", um verso de Cartola; e "A Vida é um Buraco", título de um show de Pixinguinha. A faixa faz referência a outras canções brasileiras. "Quem São os Animais" aborda o hábito de se chamar pessoas pejorativamente de "veado" ou "macaco".

## Lançamento e recepção da crítica
| Críticas profissionais | Críticas profissionais |
| Avaliações da crítica  | Avaliações da crítica  |
| Fonte                  | Avaliação              |
| ---------------------- | ---------------------- |
| Rolling Stone Brasil   | [ 9 ]                  |
| Omelete                | [ 47 ]                 |
| O Globo                | (favorável)            |
| UOL Música             | (favorável)            |
| O Estado de S. Paulo   | (favorável)            |
| Regis Tadeu            | (favorável)            |
| 89 FM A Rádio Rock     | (favorável)            |

Nheengatu foi lançado em maio de 2014, em formato físico e digital, através da gravadora Som Livre. O álbum recebeu avaliações positivas de grande parte da mídia especializada, com grande parte dos críticos apontando o discurso apresentado pelos Titãs na obra. Bernardo Araujo d'O Globo classificou o projeto como "ótimo" e o considerou como "um dos mais bem tocados discos dos Titãs, e certamente o melhor em muitos anos". Segundo o autor, seu som remete imediatamente a Cabeça Dinossauro, Jesus Não Tem Dentes no País dos Banguelas, Tudo ao Mesmo Tempo Agora e Titanomaquia. "Pedofilia, preconceito, racismo, pobreza, drogas... Não há tema espinhoso que não passe pelas letras das canções deste Nheengatu", disse o resenhista acerca de seus aspectos líricos.
Leonardo Rodrigues do UOL Música disse que o álbum pode ser "o último grande disco dos Titãs - ou apenas o primeiro de uma nova fase." Comentando a formação da banda, o crítico afirmou que o grupo encontrou nela "seu melhor disco de inéditas desde Domingo, de 1995." Assim, destacou o peso de "Fardado" (considerado como uma atualização de "Polícia"), "Pedofilia", "Baião de Dois" e "Senhor". Da mesma forma, André Rodrigues da Rolling Stone Brasil considerou Nheengatu o melhor dos Titãs em anos e percebeu similaridades com Cabeça Dinossauro e Titanomaquia. Concluiu dizendo: "Nheengatu é uma paulada do começo ao fim".
Julio Maria d'O Estado de S. Paulo classificou o álbum como "forte", e considerou as métricas do repertório isentas de obviedade, conquanto as melodias "precisam ser ouvidas duas vezes, quando penetram para sempre". Também afirmou que "os Titãs derrubam aqui um preconceito que ganhava força a cada disco lançado por uma banda dos anos 80: a ideia de que a força do rock and roll contava com prazo de validade, de que ninguém com mais de 35 anos poderia fazê-lo como fazia aos 20." Claudio Dirani, da 89 FM A Rádio Rock, chamou Nheengatu de "o melhor disco de rock nacional dos últimos 20 anos".
Regis Tadeu no Yahoo! Notícias chamou Nheengatu de "um belo disco, principalmente vindo de um grupo que havia chegado ao fundo do poço em termos artísticos com seus dois álbuns anteriores". Também apontou a ausência de baladas e considerou o discurso "reto e agressivo". Kaluan Bernardo do Omelete considerou o álbum "bom, sincero e urgente", e afirmou que "sobreviventes são os Titãs" (em referência ao verso "quem vive sobrevive", da faixa "Cadáver Sobre Cadáver") por conseguirem se reunir para gravar um disco "mesmo tendo perdido metade da sua formação e tendo sido negligenciados por um bom tempo depois de Sacos Plásticos".

## Faixas
| N.º | Título                              | Música                           | Duração |  |
| 1.  | "Fardado"                           | Sérgio Britto/Paulo Miklos       | 2:29    |  |
| 2.  | "Mensageiro da Desgraça"            | Miklos/Tony Bellotto/Britto      | 3:30    |  |
| 3.  | "República dos Bananas"             | Branco Mello/Angeli/Hugo Possolo | 2:03    |  |
| 4.  | "Fala, Renata"                      | Bellotto/Miklos/Britto           | 3:02    |  |
| 5.  | "Cadáver Sobre Cadáver"             | Miklos/Arnaldo Antunes           | 2:56    |  |
| 6.  | "Canalha" (cover de Walter Franco)  | Walter Franco                    | 3:17    |  |
| 7.  | "Pedofilia"                         | Britto/Miklos/Belloto            | 2:03    |  |
| 8.  | "Chegada ao Brasil (Terra à Vista)" | Mello/Villani/Aderbal Freire     | 2:23    |  |
| 9.  | "Eu Me Sinto Bem"                   | Bellotto/Britto/Miklos           | 2:05    |  |
| 10. | "Flores Para Ela"                   | Britto/Mario Fabre               | 3:32    |  |
| 11. | "Não Pode"                          | Britto                           | 2:15    |  |
| 12. | "Senhor"                            | Bellotto                         | 2:52    |  |
| 13. | "Baião de Dois"                     | Miklos                           | 2:44    |  |
| 14. | "Quem São os Animais?"              | Britto                           | 2:24    |  |

## Créditos

### Titãs
- Branco Mello - voz e baixo
- Paulo Miklos - voz e guitarra
- Sérgio Britto - voz, teclados e baixo nas faixas 3, 6, 8 e 12
- Tony Bellotto - guitarra

### Músico convidado
- Mario Fabre - bateria

### Pessoal técnico
- Rafael Ramos - produção
- Jorge Guerreiro  - gravação
- Vitor Farias - mixagem
- Ricardo Garcia  - masterização
- Cristina Doria - produção executiva
- André Rola - design gráfico[1]